# 振兴街道 (汉沽管理区)
振兴街道，行政上由中华人民共和国河北省唐山市路南区管辖，该街道办事处的一分场、鑫源、京港国际三个社区是唐山市汉沽管理区在天津市内的一块飞地。

## 行政区划
振兴街道下辖以下地区：
创业里社区、广盛里社区、北陈社区和一分场社区。